# Stillmatic
Stillmatic es el quinto álbum de Nas, del año 2001.

## Lista de canciones
1. Stillmatic (Intro)
2. Ether
3. Got Ur Self A Gun
4. Smokin'
5. You're Da Man
6. Rewind
7. One Mic
8. 2nd Childhood
9. Destroy and Rebuild
10. The Flyest (featuring AZ)
11. Rule (featuring Amerie)
12. My Country
13. What Goes Around
14. Every Ghetto (bonus track)

## Sencillos
| Título             | Información |
| ------------------ | --- |
| Stillmatic         | - The Billboard 200 #5 - Top R&B/Hip-Hop Albums #1 |
| "Ether"            | - Album track - US Hot R&B/Hip-Hop Singles & Tracks #37 |
| "Got Ur Self A..." | - Ill Will single 76976, 4 de diciembre de 2001 (US) - Sony Int. single 672001, 19 de febrero de 2002 (otros países) - Video musical dirigido por Benny Boom - US Billboard Hot 100 #87 - US Hot R&B/Hip-Hop Singles & Tracks #37 - US Hot Rap Tracks #30 - UK Singles Chart #30 |
| "You're Da Man"    | - Cara B de "Got Ur Self A..." - US Hot R&B/Hip-Hop Singles & Tracks #67 |
| "One Mic"          | - Ill Will single 79723, 16 de abril de 2002 - Video musical dirigido por Chris Robinson - US Billboard Hot 100 #43 - US Hot R&B/Hip-Hop Singles & Tracks #14 - US Hot Rap Tracks #7                                                                                             |
| "Rule"             | - Album track - US Hot R&B/Hip-Hop Singles & Tracks #76 |